# エイヴァ・デュヴァーネイ
エイヴァ・マリー・デュヴァーネイ (Ava Marie DuVernay、1972年8月24日 - ) は、アメリカの映画監督、脚本家、映画プロモーター、ディストリビューター。

## 来歴
カリフォルニア州リンウッド、コンプトンで育つ。地方演劇で俳優をしていたおばデニース・セックストンの影響で映画に興味を持ったデュヴァーネイは、英文学とアフリカン・アメリカン・スタディーズを専攻したカリフォルニア大学ロサンゼルス校を1995年に卒業後、20世紀フォックスなどのスタジオで映画宣伝に携わったのち、1999年に自身の宣伝会社DVAメディア・アンド・マーケティングを立ち上げた。
スティーヴン・スピルバーグ、クリント・イーストウッド、マイケル・マン、ビル・コンドン、グリンダ・チャーダらの映画の宣伝に携わったかたわら、2006年から2010年までに6本の短編映画やドキュメンタリーを作った。2011年には自身のセックストンとの体験に基づく初の長編劇映画『I Will Follow』を自ら製作・配給し、ロジャー・イーバートはこれを「愛する者の死を受け入れることに関する最も優れた映画の一つ」と称えた。
2012年に公開された長編第2回監督作品『Middle of Nowhere』ではサンダンス映画祭監督賞をアフリカ系女性として初めて受賞したほか、インディペンデント・スピリット・ジョン・カサヴェテス賞を受賞した。
デュヴァーネイはマーティン・ルーサー・キング・ジュニア、リンドン・ジョンソン、そして1965年のセルマからモンゴメリーへの行進を描いたプランBエンターテインメント製作の予算2000万ドルの映画『グローリー/明日への行進』の監督と共同脚本を務め、ゴールデングローブ賞監督賞およびアカデミー賞作品賞にともにアフリカ系女性監督として初めてノミネートされた。映画は2014年12月25日に公開され、劇中のジョンソン大統領の行動は大きな論争を引き起こした。
2013年6月、デュヴァーネイは映画芸術科学アカデミーの監督支部および脚本家支部に会員として招かれた。
2018年に公開された映画『A Wrinkle in Time』でも監督を務め、その製作費には1億300万ドルが投じられることになった。女性の映画監督が製作費1億ドルを超える作品の監督を務めたのはデュヴァーネイが3例目となった。非白人の女性監督としては映画史上初の快挙となった。

## フィルモグラフィ
| 年   | 映画                                     | 担当                         | 備考                                                                  |
| ---- | ---------------------------------------- | ---------------------------- | --------------------------------------------------------------------- |
| 2006 | Saturday Night Life                      | 監督・脚本                   | 短編劇映画                                                            |
| 2007 | Compton in C Minor                       | 監督・製作                   | 短編ドキュメンタリー                                                  |
| 2008 | This Is the Life                         | 監督・製作                   | 長編ドキュメンタリー                                                  |
| 2010 | Faith Through the Storm                  | 監督・脚本                   | テレビ用ドキュメンタリー                                              |
| 2010 | Essence Music Festival '10               | 監督・脚本                   | テレビ用ドキュメンタリー                                              |
| 2010 | My Mic Sounds Nice                       | 監督・製作総指揮             | テレビ用ドキュメンタリー                                              |
| 2011 | I Will Follow                            | 監督・脚本                   | 長編劇映画                                                            |
| 2012 | Middle of Nowhere                        | 監督・脚本                   | サンダンス映画祭ドラマ部門監督賞                                      |
| 2013 | The Door for Prada                       | 監督・脚本                   | ブランド用短編                                                        |
| 2013 | Venus Vs.                                | 監督・脚本                   | テレビ用ドキュメンタリー                                              |
| 2013 | Say Yes for Fashion Fair                 | 監督・脚本                   | ブランド用短編                                                        |
| 2013 | スキャンダル 託された秘密 Scandal        | 監督                         | テレビドラマの1エピソード                                             |
| 2014 | グローリー/明日への行進 Selma            | 監督                         | アフリカン・アメリカン映画批評家協会賞監督賞 ブラック・リール賞監督賞 |
| 2016 | 13th -憲法修正第13条- 13th               | 監督・脚本・製作             | 長編ドキュメンタリー                                                  |
| 2018 | リンクル・イン・タイム A Wrinkle in Time | 監督                         | ディズニー作品                                                        |
| 2019 | ボクらを見る目 When They See Us          | 原案・監督・脚本・製作総指揮 | リミテッドシリーズ                                                    |